# ارس، سمر شرقی
ارس، سمر شرقی (به لاتین: Oras, Eastern Samar) یک منطقهٔ مسکونی در فیلیپین است که در سامار شرقی واقع شده‌است.